# 津エアポートライン

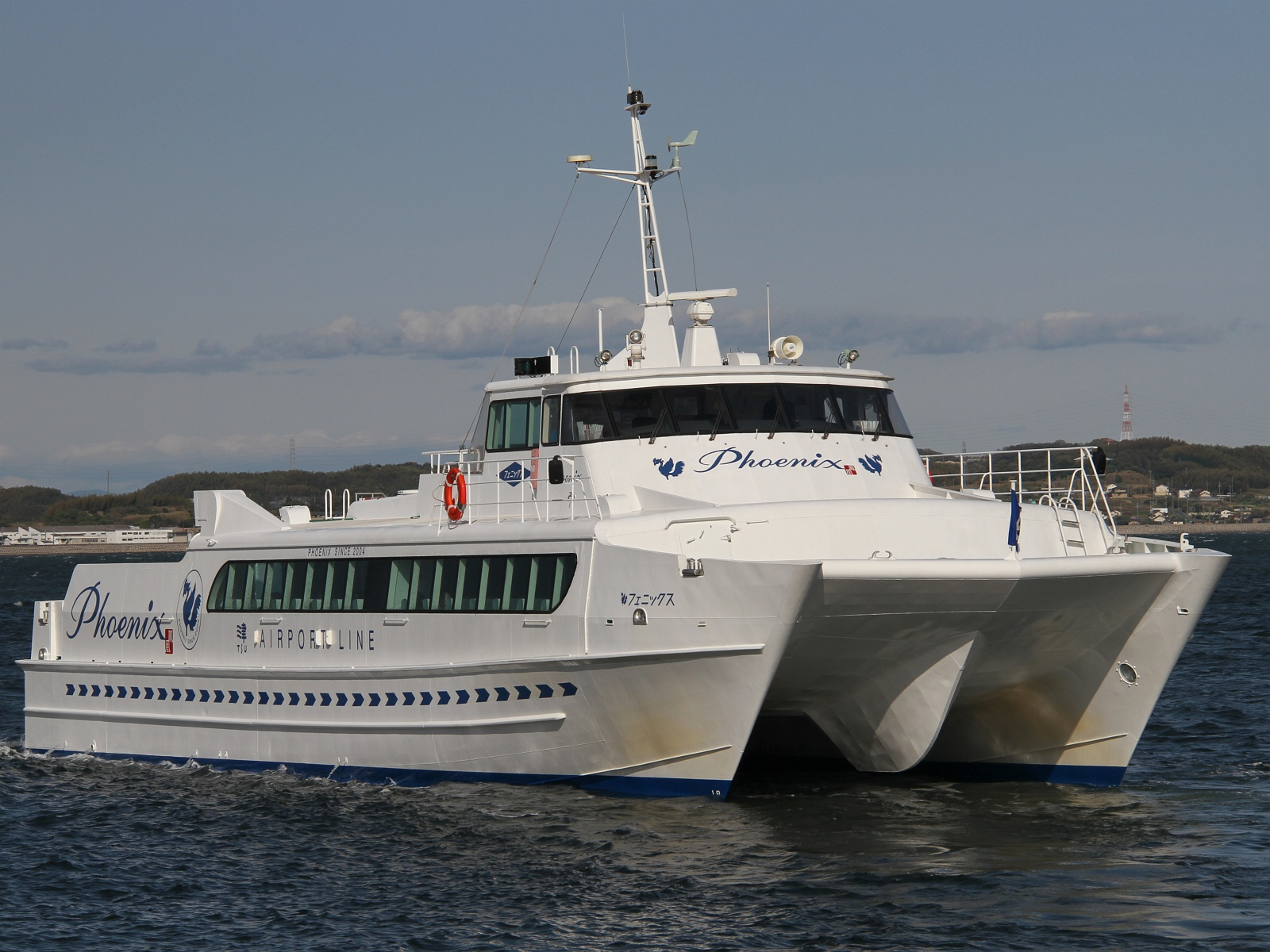
「フェニックス」（2013年4月）

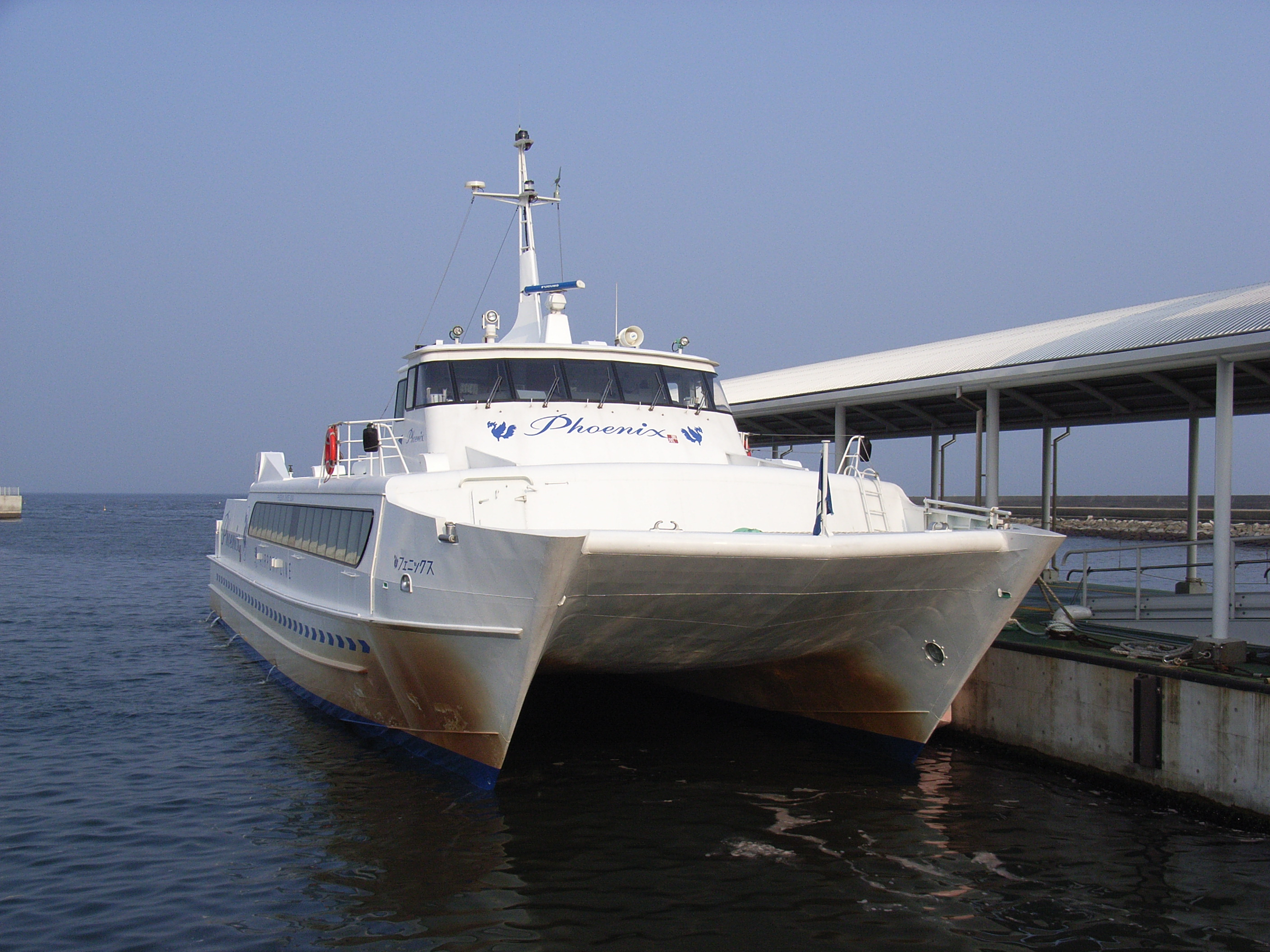
「フェニックス」（2006年7月）

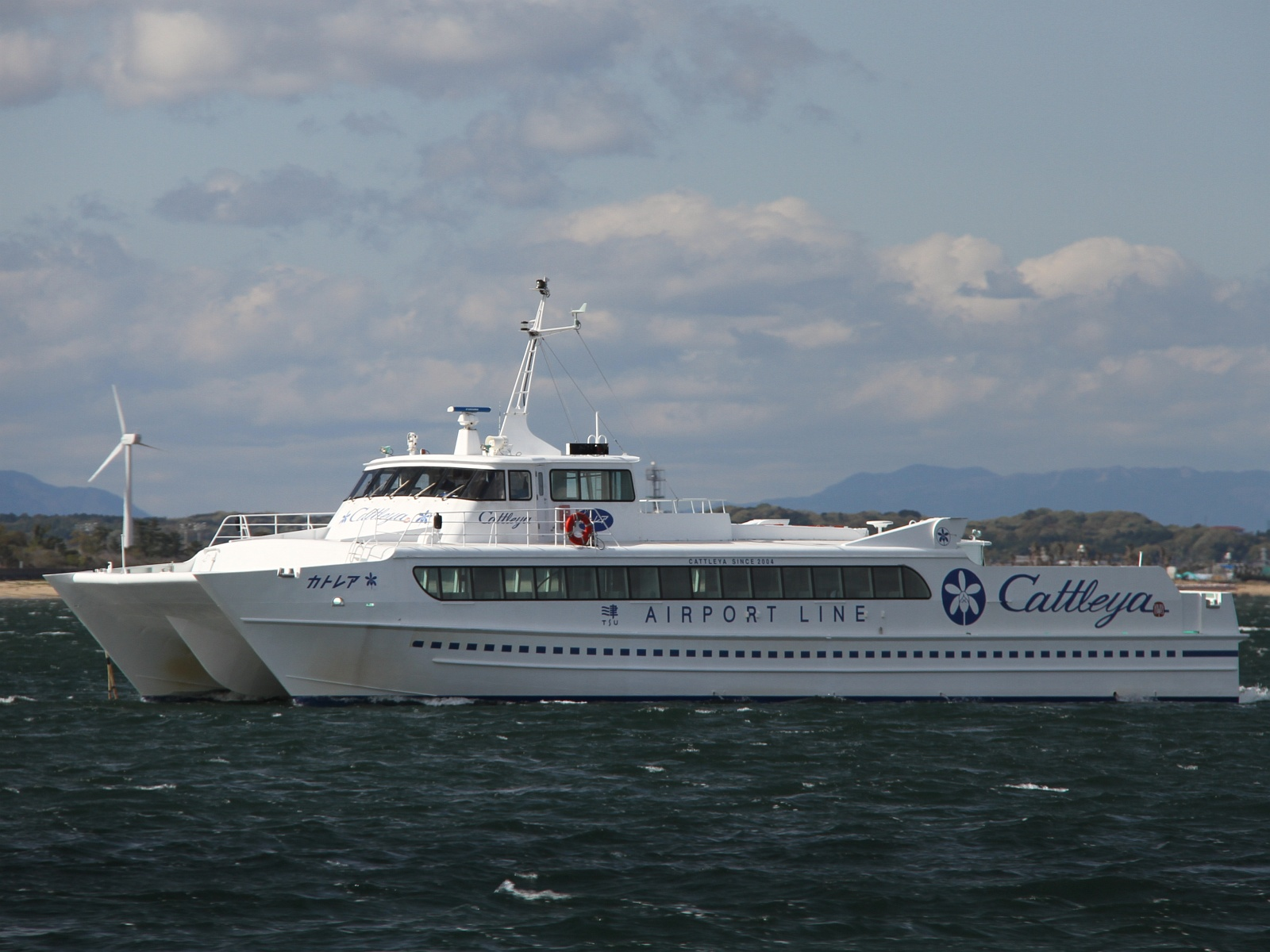
「カトレア」

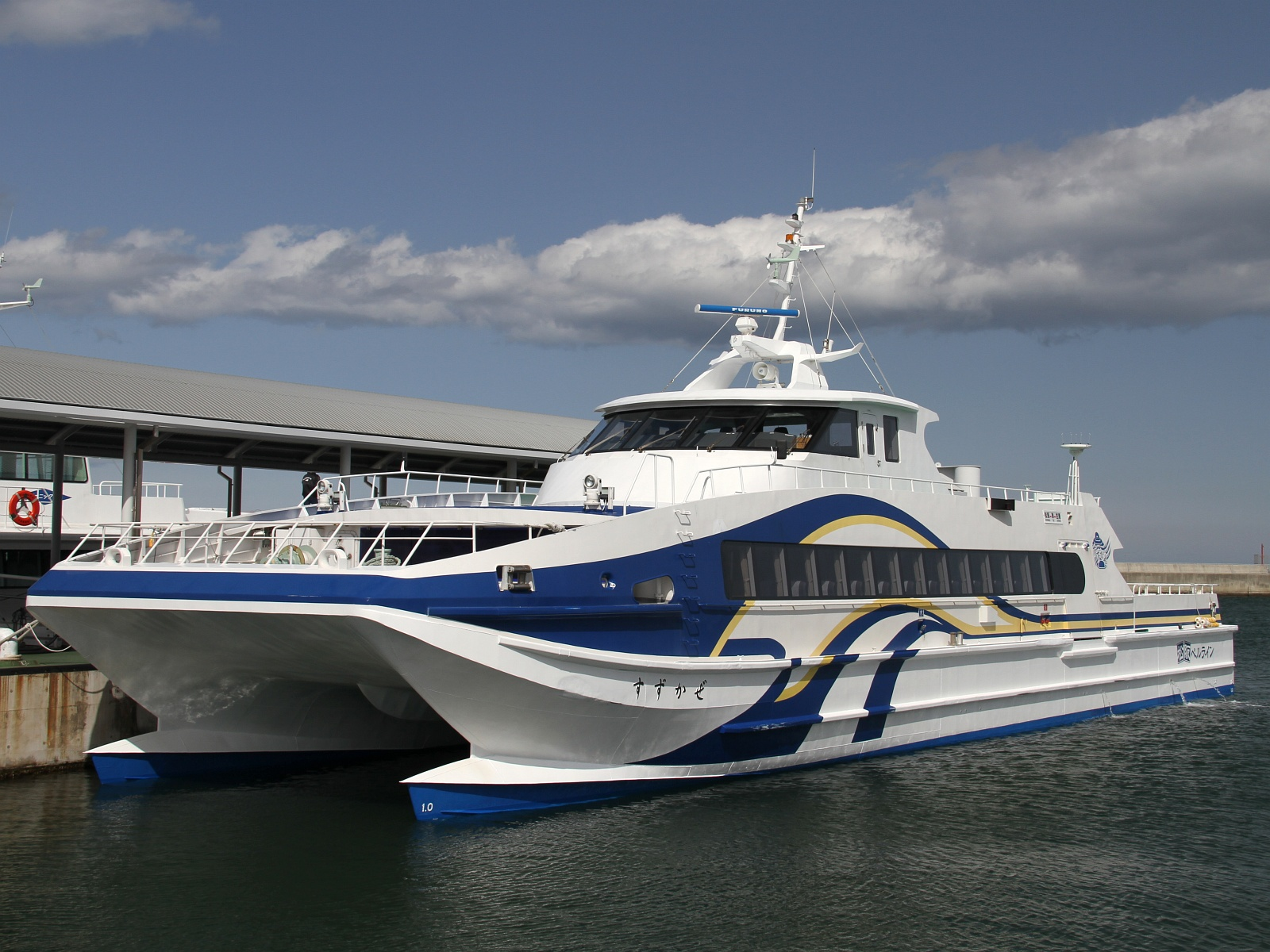
「すずかぜ」（2016年12月売却）

津エアポートライン株式会社（つエアポートライン）は、三重県津市に本社を置く海運会社である。岡山県岡山市に本社がある両備ホールディングス（両備グループの持株会社）の100%出資による子会社。

## 概要
三重県津市の津なぎさまちと、愛知県常滑市の中部国際空港を結ぶ定期旅客航路を運航する。2009年（平成21年）から2016年（平成28年）12月19日までは、三重県松阪市の松阪港を結ぶ定期旅客航路も運航していた 。
三重県中部地域から中部国際空港までの所要時間は、伊勢湾岸を迂回する自動車（高速道路経由）または鉄道（近鉄特急・名鉄ミュースカイ乗り継ぎ）と比較した場合、乗り継ぎ時間を除くと所要時間は約半分となり、直線的に結ぶ海上輸送が時間的に有利となりうる。
また、運賃については、鉄道を特別料金が不要の列車だけで空港に向かった場合は鉄道が安くなるが、近鉄の特急列車や伊勢鉄道・JRの快速列車の指定席を使用した場合などは当航路を利用した方が安くなる。自動車利用の場合、同乗者数や空港駐車場での駐車料金にもよるため単純な比較はできないが、高速道路の通行料金などを考慮すると、津なぎさまちターミナルの無料駐車場を利用して当航路を利用することにより、金額的にも有利となりうる。

### 事業所
- 本社：三重県津市なぎさまち1-1
- セントレア港営業所：愛知県常滑市セントレア4-7

### かつて存在した事業所
- 松阪港営業所：三重県松阪市大口町1822-7 - 航路休止により2016年（平成28年）12月19日閉鎖。

## 沿革
- 2004年（平成16年）1月21日：両備運輸（現在の両備ホールディングス）の100%出資で設立される。
- 2005年（平成17年）2月17日：津なぎさまち - 中部国際空港間の運航を開始する。
- 2008年（平成20年）9月1日：運賃を大人2,400円に値上げする。
- 2009年（平成21年）9月1日：松阪高速船の航路を引き継ぎ、松阪港 - 中部国際空港間の運航を開始する。
- 2011年（平成23年）8月20日：ダイヤ改正を実施。津航路を3往復、松阪航路を2往復それぞれ減便するとともに、松阪航路の中部国際空港直行便を廃止する。
- 2016年（平成28年）12月20日：ダイヤ改正を実施。松阪航路を廃止して[2]津航路を2往復増便。津航路の愛称を「津ベルライン」に変更（社名は津エアポートラインのままであり、2025年時点では愛称の使用を取り止めている）。
- 2017年（平成29年）元若桜鉄道社長、現日本鉄道マーケティング代表の山田和昭が就任し、マーケティングとオペレーション改善[4]を進める。
- 2018年（平成30年）
  - インバウンド対応・欠航などの情報提供のためにGTFS対応、オープンデータ化[5]
  - 12月22日：インバウンド誘致を目的に中部国際空港のサムライ X NINJAプロジェクトを受け、忍者高速船キャンペーン[6][7][8]を開始。
- 2020年（令和2年）
  - 4月20日 感染拡大防止 緊急事態宣言の全国拡大を受け全面運休[9]
  - 6月19日 1日4便で運航再開[10]
  - 9月1日 1日5便ダイヤに[11]
- 2025年（令和7年）2月1日より 火・水・木は10便/日、月・金・土・日・祝は11便/日[12]

## 航路

### 現在運航中の航路
2016年（平成28年）12月現在（松阪航路は休止直前のデータ）。運賃およびダイヤの詳細は、公式サイトを参照。
津航路（津なぎさまち - 中部国際空港）
津航路は当初1日1,500人を超える利用者があったが、2006年（平成18年）末に松阪高速船が就航したことや空港見学者が減少したことなどが影響し、800人前後まで落ち込んだ。また、開港時の約2.6倍となった燃料費も経営を圧迫したため、2008年（平成20年）9月1日から運賃値上げを行った。現在の運賃は2,470円。
- 所要時間：約45分
- 便数：15往復30便（津なぎさまちからは6時から21時まで、中部国際空港からは7時から22時まで、津なぎさまち14時発と中部国際空港15時発を除くおおむね1時間ごとに運航）

### かつて存在した航路
松阪航路（松阪港 - 中部国際空港）
松阪高速船の経営を引き継いだ松阪航路は、運賃を従来の2,400円から2,700円に改定した。また2011年（平成23年）8月20日から直行便が廃止され、全便が津なぎさまち経由または乗り継ぎになった。松阪航路は津エアポートライン移管後に松阪高速船の利用者数（2008年（平成20年）度の最多で1日あたり約340人）を上回ることはなく、津航路の黒字で松阪航路の赤字を補填している状態であった。松阪市との契約満了により、2016年（平成28年）12月19日廃止。
- 所要時間：68 - 75分
- 便数：4往復8便

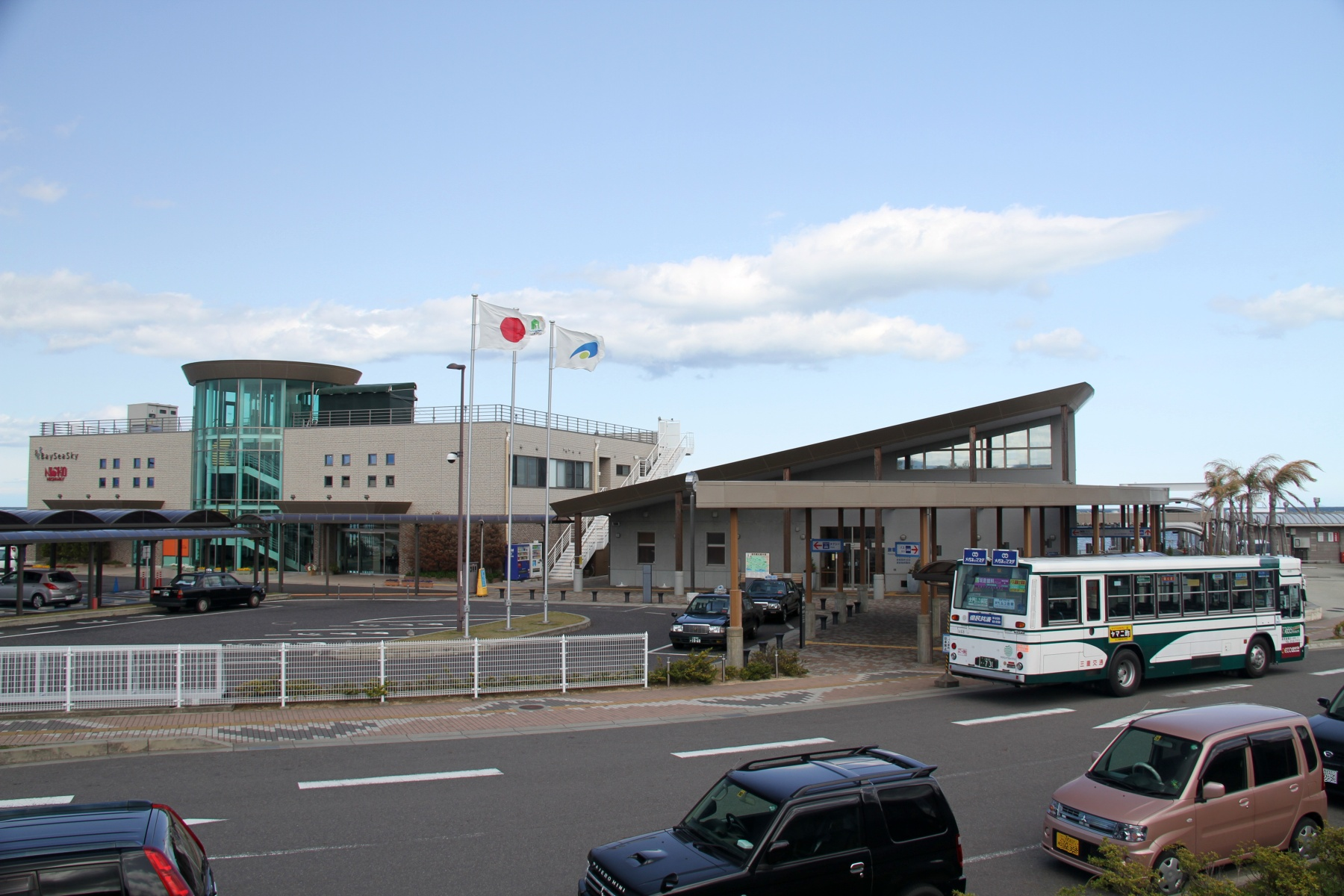
津なぎさまち
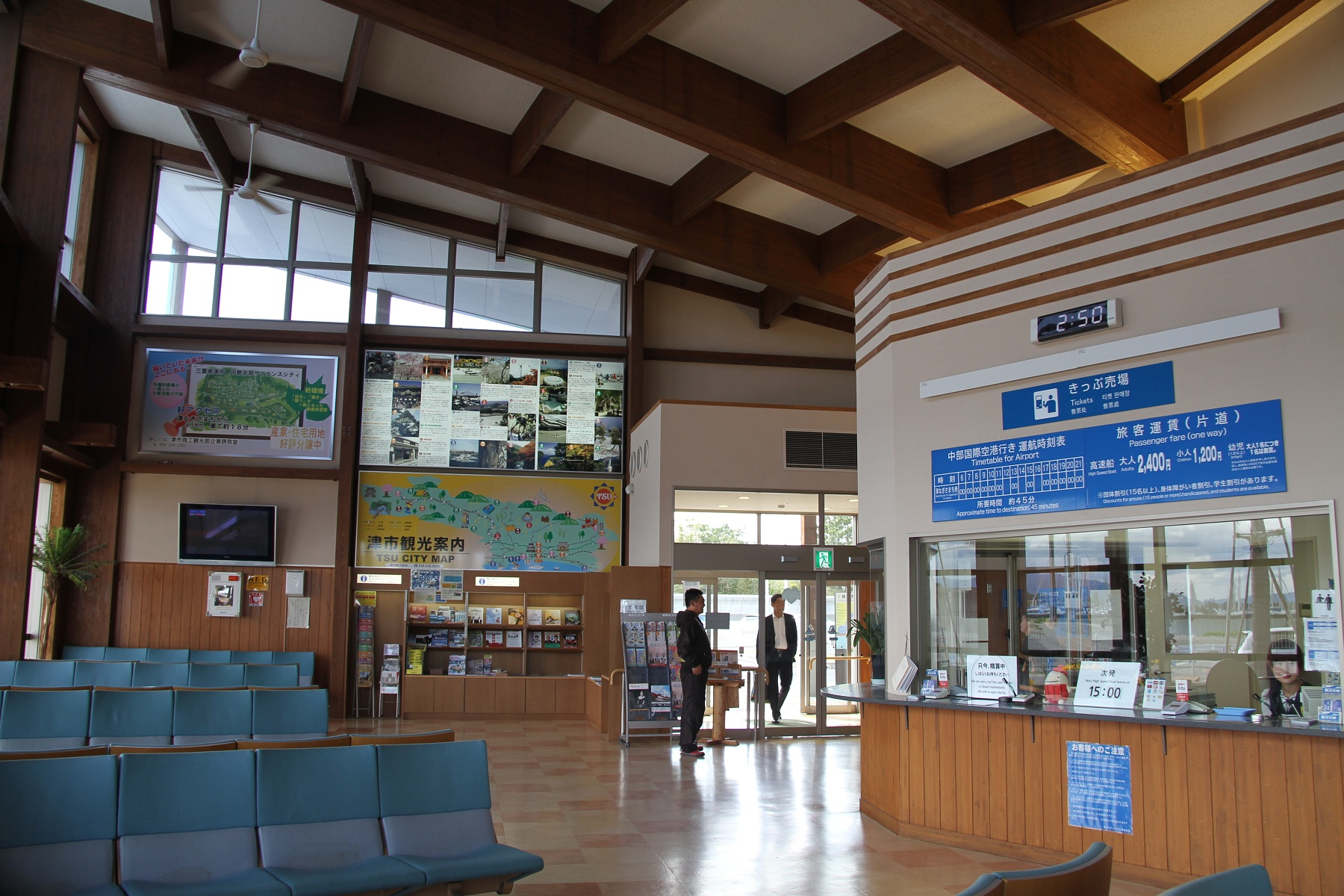
旅客ターミナル内（津なぎさまち）
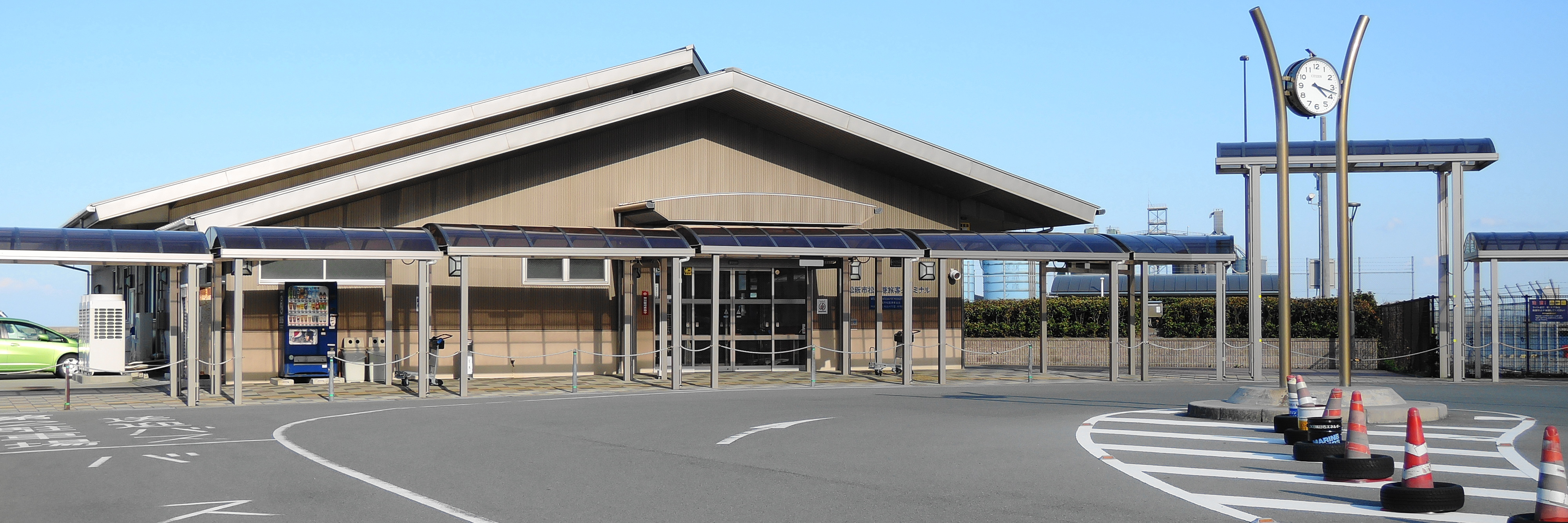
松阪港
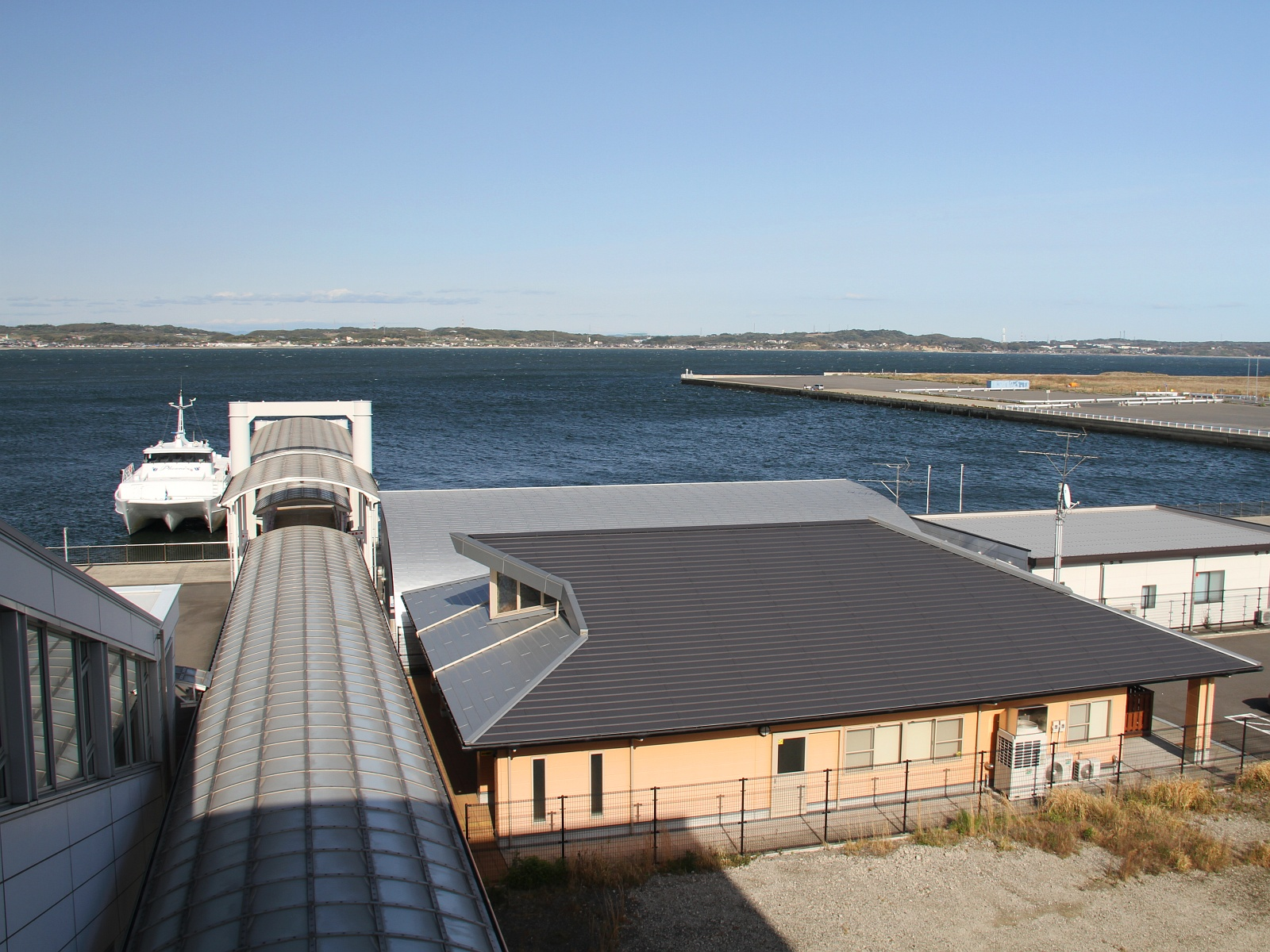
常滑港 空港地区

## 運賃
- 片道運賃
  - 津なぎさまち - 中部国際空港：大人2,520円（2020年（令和2年）7月13日現在）
  - 松阪港 - 中部国際空港（2016年（平成28年）12月19日廃止）：大人2,780円
  - 津なぎさまち - 松阪港（2016年（平成28年）12月廃止）： 大人310円

小児は大人運賃の半額、幼児は大人1名につき1名が無料だが座席を占有する場合は小児運賃が必要である。
割引制度は、団体割引・障害者割引・学生割引（学生証の提示にて適用）が設定されている。
- 特別室料金：520円
大人・小児とも共通である。

## 船舶

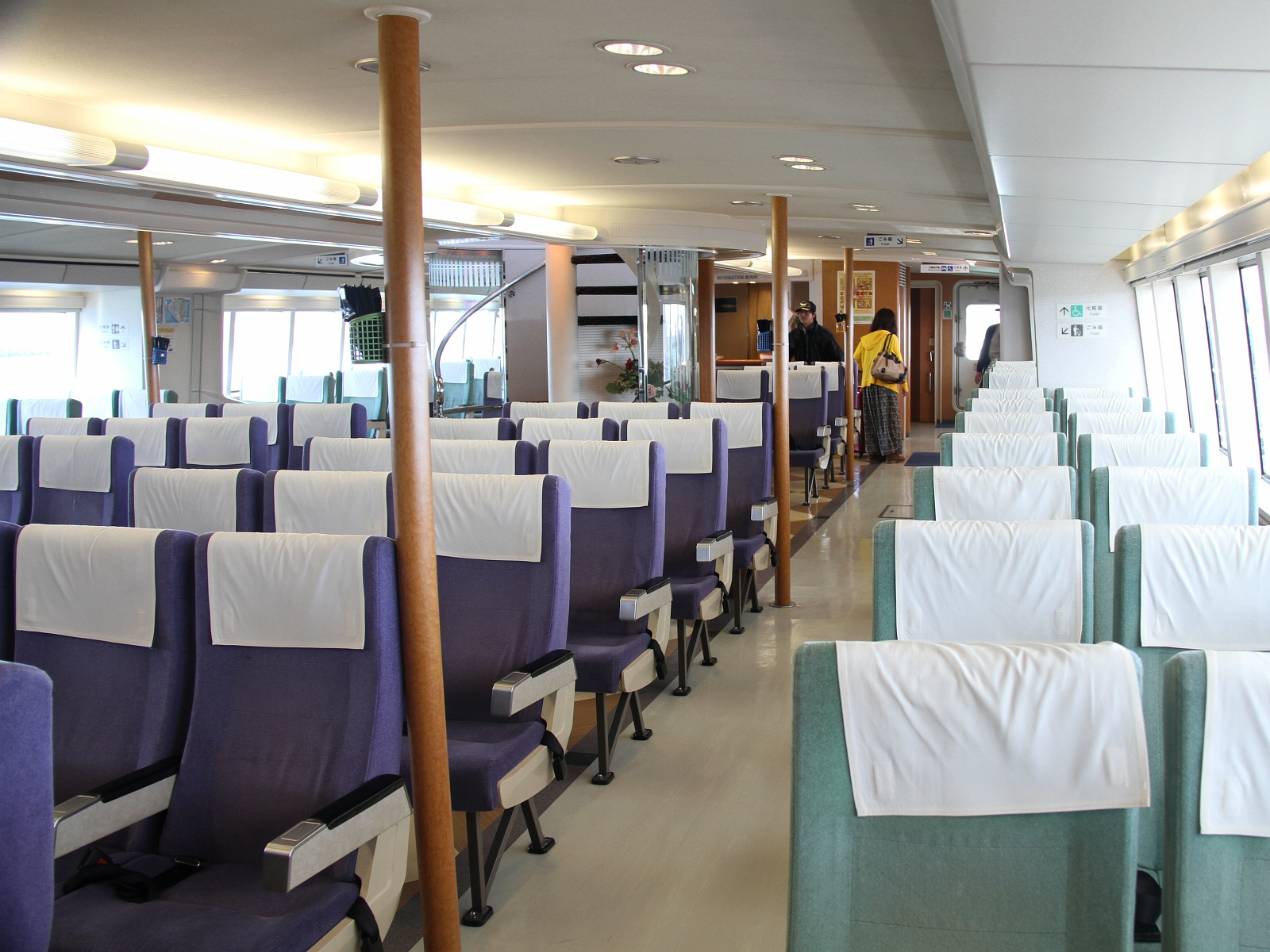
「フェニックス」船内（一般席）

- フェニックス

2004年竣工、三保造船所建造。
124総トン、全長31.45m、幅8.30m、航海速力30ノット、旅客定員108名（一般席100名、特別席8名）
船内はバリアフリー化されており、車いす専用座席（6席）、車椅子対応トイレなどを備える。双胴船であることから、従来の船舶に比べ波浪による揺れが少ないとされる。
- カトレア

2004年竣工、三保造船所建造。
フェニックスの同型船。本船は赤塚植物園などを経営する津市のアカツカグループから寄贈を受けたものである。
- すずかぜ（2016年（平成28年）12月の松阪航路廃止に伴い売却→フィリピンへ）

松坂高速船から継承。常石林業建設（現在のツネイシクラフト&ファシリティーズ）建造。予備船として運用されていた。
130総トン、全長31.5m、幅8.0m、航海速力30ノット、旅客定員108名（一般席のみ）

## 港への交通

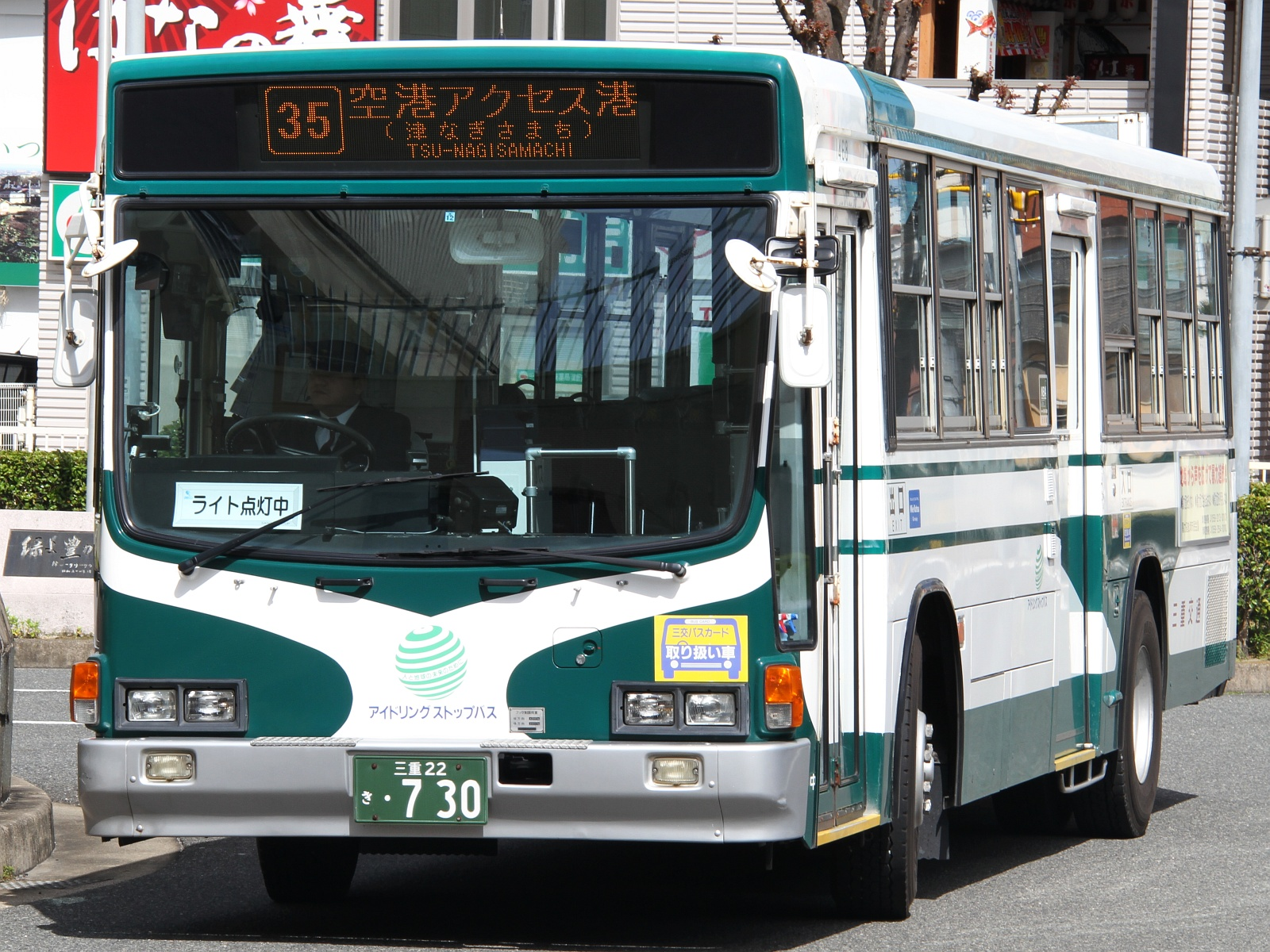
三重交通が運行する「津なぎさまち線」

### 津なぎさまちへの交通
津なぎさまち
- 自動車：伊勢自動車道 津インターチェンジより約10分。
- 公共交通：JR紀勢本線、近鉄名古屋線、伊勢鉄道伊勢線 津駅より三重交通バス「津なぎさまち線」にて10分。

### かつて存在した交通
松阪港
- 自動車：伊勢自動車道 松阪インターチェンジより約20分。
- 公共交通：JR紀勢本線・名松線、近鉄山田線 松阪駅よりコミュニティバス「空港アクセス線」にて約12分（近鉄駅前からの所要時間）。松阪航路廃止後、激変緩和策として津なぎさまちまでの無料バスの運行が検討されたが、利用者の少なさを市議会で指摘され、実現しなかった[2]。

## 関連事項
- 松阪高速船